# 주문을 잊은 음식점
《주문을 잊은 음식점》은 한국방송공사에서 하는 프로그램이다.

## 기획의도
서울 및 제주에서 주문을 잊은 음식점인 프로그램

## 방송 일시
| 방송 채널 | 방송 기간                        | 방송 시간                | 비고 |
| --------- | -------------------------------- | ------------------------ | ---- |
| KBS 1TV   | 2018년 9월 24일 ~ 26일 3부작     | 월 ~ 수 밤 10:00 ~ 10:50 | 종료 |
| KBS 1TV   | 2022년 6월 30일 ~ 7월 30일 6부작 | 목 ~ 금 밤 10:00 ~ 10:50 | 종료 |

## 진행자
- 송은이
- 왕병호
- 이연복
- 진지희
- 정지선
- 홍석천